# 고리야마정 (가고시마현)
고리야마정(일본어: 郡山町)은 일본 가고시마현 히오키군에 있던 정이다. 
1889년 4월 1일에 정촌제 시행에 의해 구역을 확장해 고리야마촌이 성립하였다. 1956년 9월 30일, 시모이주인촌의 일부를 편입과 동시에 정으로 승격해 고리야마정이 되었다. 2004년 11월 1일, 가고시마시에 편입되어 자치체로서는 소멸하였다.

## 지리
사쓰마 반도의 중부에 위치하고 있으며, 마을의 중앙부를 북쪽에 있는 고토쿠 연못을 원류로 하는 고토쿠가와, 서부를 가미노강, 동부를 가와다가와(고토쿠강 지류)가 흐르고 있으며, 유역에 각각 마을이 형성되어 있다.

## 역사
- 1889년 4월 1일 - 이전의 정역에 해당되는 고리야마촌이 성립하였다.
- 1954년 3월 14일 1954년 3월 14일 - '시정촌 합병에 관한 찬반투표'에서 유효투표의 87%가 가고시마시와의 합병을 찬성했다.
- 1956년 9월 30일 - 시모이주인촌의 일부를 편입, 정으로 승격해 고리야마정이 되었다.
- 2002년 12월 11일 - 마을 의회에서 가고시마 지구 합병협의회 설치 안건이 만장일치로 통과.
- 2003년 1월 24일 - 가고시마 지구 합병협의회 설치.
- 2004년 11월 1일 - 가고시마군 요시다정·사쿠라지마정, 히오키군 마쓰모토정, 이부스키군 기레정과 함께 가고시마시에 편입해 폐지되었다.

## 교통

### 도로
- 국도 제328호선

## 참고 문헌
- 角川日本地名大辞典編纂委員会,『角川日本地名大辞典 鹿児島県』1983, 角川書店